# Collemiers
Collemiers é uma comuna francesa na região administrativa de Borgonha-Franco-Condado, no departamento de Yonne. Estende-se por uma área de 10,82 km². Em 2010 a comuna tinha 684 habitantes (densidade: 63,2 hab./km²).